# Quincy Shore Reservation
Das Gebiet Quincy Shore Reservation ist ein als State Park ausgewiesenes Küstenschutzgebiet in der Quincy Bay im Boston Harbor auf dem Stadtgebiet von Quincy im Bundesstaat Massachusetts der Vereinigten Staaten, das bereits 1899 eingerichtet wurde. Der Park wird vom Department of Conservation and Recreation verwaltet und ist Teil des Metropolitan Park System of Greater Boston.
Die größte Attraktion des Parks ist ein 2,3 mi (3,7 km) langer Strand namens Wollaston Beach, der auf seiner gesamten Länge über den Quincy Shore Drive zugänglich ist. Damit ist der Strand der größte seiner Art im gesamten Boston Harbor. Er wurde nach dem in direkter Nachbarschaft befindlichen Stadtteil Wollaston der Stadt Quincy benannt.
Im Schutzgebiet befindet sich mit dem Hügel Moswetuset Hummock der Ort, an dem im Jahr 1621 der Kommandeur der Plymouth Colony Myles Standish den ersten Kontakt mit dem Sachem Chickatawbut hatte. Ebenso gibt es den Caddy Park, eine geschützte Salzwiese mit nahe gelegenen Picknick-Möglichkeiten.